# These Arms Are Snakes
A These Arms Are Snakes nevű rockegyüttes 2002-ben alakult meg Seattle-ben. Több műfajban is játszottak, fő területük a post-hardcore volt, de jelen voltak a mathcore, experimental rock, math rock és art punk műfajokban is. Tagok: Chris Common, Brian Cook, Ryan Frederiksen, Joe Preston, Jesse Robertson, Steve Snere, Erin Tate és Ben Verellen. Pályafutásuk alatt három nagylemezt, egy középlemezt és hat split lemezt jelentettek meg. A split lemezeken a Pelican, Harkonen, Russian Circles, Tropics, All the Saints és The Coathangers nevű zenekarokkal együtt szerepeltek. 2009-ben feloszlottak. 2016-ban tartottak még egy végleges, „titkos” búcsúkoncertet. A tagok több egyéb együttesből jöttek át ide, pl.: Botch, Kill Sadie, Nineironspitfire. Érdekes névválasztásukat a tagok azzal indokolták, hogy valami különleges nevet akartak választani, olyat, amilyen semmilyen más zenekarnak nincs. A zenekarnak instrumentális számai is voltak.

## Diszkográfia
- Oxeneers or the Lion Sleeps When Its Antelope Go Home (2004)
- Easter (2006)
- Tail Swallower and Dove (2008)

## Egyéb kiadványok
- This is Meant to Hurt You (2009, EP)